# ITAS Versicherungsgruppe
Die ITAS-Gruppe (Istituto Trentino Alto-Adige per Assicurazioni) ist der älteste italienische Versicherungsverein auf Gegenseitigkeit und unter den größten zehn Versicherungsunternehmen Italiens. Der Versicherungsverein wurde 1821 in der damaligen Grafschaft Tirol (Österreich-Ungarn) in Innsbruck gegründet. Nach dem Ersten Weltkrieg wurde der südliche Teil Tirols mit dem Namen Trentino-Südtirol dem Königreich Italien zugewiesen, in welcher die ITAS Versicherung heute Marktführer ist. Das Institut wurde daraufhin in einen österreichischen und einen italienischen Zweig aufgeteilt; der italienische Sitz wurde nach Trient verlegt. Der nördliche Teil wurde als Tiroler Versicherung mit Sitz in Innsbruck fortgeführt. Ab 1950 erhielt die ITAS die Genehmigung, in den Bereichen Unfall-, Diebstahl- und Kfz-Versicherung sowie allgemeine Haftpflichtversicherung tätig zu werden. Ab 1974 steigt die ITAS auch in das Lebensversicherungsgeschäft ein.
In Italien ist die ITAS heute flächendeckend vertreten mit regionalen Schwerpunkten in Nordwest- und Mittelitalien. Die ITAS hat mehr als 800 Mitarbeiter und 905 Büros mit mehr als 4600 professionellen Beratern und 200 Versicherungsbrokern. Zudem werden über Kooperationen mit Banken individuell dafür zugeschnittene Produkte vertrieben. Für 2017 ist die Eröffnung einer großen Niederlassung in Mailand geplant. Ferner unterhält die ITAS eine große Niederlassung in Genua. Die Beitragseinnahmen beliefen sich 2018 auf 1,4 Mrd. Euro. Die ITAS agiert in sechs verschiedenen Gesellschaften.
Dazu zählen u. a.:
- ITAS Holding,
- ITAS Versicherungen AG,
- ITAS Leben AG,
- Assicuratrice Val Piave S.p.A. mit Sitz in Belluno
- ITAS Patrimonio, welche z. B. das Immobilienvermögen der Gruppe verwaltet.[12]

Die ITAS Holding wurde im Jahr 2000 gegründet, um der Gruppe auf bei ihrer Wachstums- und Expansionsstragie neue strategische Lösungen aufzuzeigen. Die ITAS Versicherungen AG geht auf die Übernahme der Versicherung Serenissima im Jahr 1991 zurück, die auf den Transportsektor spezialisiert war. Die ITAS Leben ist ursprünglich aus der Übernahme der Edera Vita hervorgegangen und wurde 1996 umfirmiert. 1999 erfolgte schließlich die Übernahme der Versicherungsgesellschaft Val Piave mit Sitz in Belluno. 2016 wurde die Immobiliengesellschaft ITAS Service S.r.l. liquidiert.

## Schutz gegen Feuerschäden in Zeiten der österreichischen Monarchie (1820–1917)
Historisch gesehen ist die Gründung auf die Brände zu Beginn des 19. Jahrhunderts zurückzuführen. Sie brachen häufig in Städten und Dörfern aus, vor allem dort, wo überwiegend mit Holz gebaut wurde. In Tirol wuchs unter den Bürgern und Institutionen das Bedürfnis, sich nach dem Vorbild anderer Länder der Monarchie bzw. anderer europäischer Staaten durch Versicherungen zu schützen. 1992 wurde die ITAS Aktionär der E+S Rück.

## Expansion und Internationalisierung
Bereits seit Anfang der 1990er-Jahre richtete die ITAS Gruppe den Blick auch ins Ausland und hat Joint-Ventures bzw. Kooperationen mit der Hannover Rück und der VHV Versicherung aus Deutschland. Die ITAS bemüht sich zudem, italienische Staatsbürger, die in den grenznahen alpinen Regionen (in Österreich und Slowenien) beruflich tätig sind, zu versichern.
2015 erfolgte eine Übernahme der Italien-Töchter der britischen RSA Insurance Group, Sun Insurance Office Ltd (SIO) und Royal & Sun Alliance Insurance plc (RSAI), durch ITAS. Die Töchter werden unter der Marke ITAS2U weitergeführt. Dadurch arbeitet das Unternehmen nun auch in Kompetenzfeldern wie Engineering und Warentransport und wird zum achtgrößten Sachversicherer Italiens.

## Stiftung
Ferner engagiert sich die Organisation für wohltätige Zwecke. Über das Projekt ITASolidale werden insbesondere soziale Projekte gefördert, die der Bevölkerung und der Allgemeinheit zugutekommen sollen. ITASolidale entspricht damit dem Wertesystem von ITAS, indem Solidarität und Gegenseitigkeit eine zentrale Rolle spielen.